# Акула чорнопера
Акула чорнопера (Carcharhinus limbatus) — акула з роду сіра акула родини сірі акули. Інші назви «мала чорнопера акула», «чорноплавцева акула».

## Опис
загальна довжина в середньому сягає 1,5 м. Проте може вирости до 2,5 м при вазі понад 120 кг. Максимальна довжина становить 2,8 м при вазі 123 кг. Голова широка та пласка із сильно загостреним рилом. Очі круглі, є очні перетинки-віка. Рот широкий, серпоподібний. При закритих щелепах щільно закритий рот, зуби не видно. На кожній щелепі по 15 рядів зубів. Зуби широкі в основі, тонкі і трохи зазубрені до верхівок. Зазвичай зуби дещо нахилені всередину пащі. Тулуб міцний, веретеноподібний. Плавці довгі. Спинний плавець високий, шаблеподібний, починається відразу за грудними плавцями. Другий спинний плавець значно менше і розташований трохи позаду анального плавника. У хвостового плавця верхня частина значно довша за нижню.
Забарвлення спини — від сірого до коричневого, черева — біле. На бічній стороні тіла зазвичай помітна світла смуга. Відмінною рисою є наявність на кінчиках плавців чорних плям. З віком яскравість кінчиків плавців і забарвлення тіла тьмяніє, вона стає більш однотонною.
Відрізняється від рифової чорноперої акули менш загостреною мордою та коротшими зябровими щілинами, розподілом чорним плям, наявністю світлих смуг з боків.

## Спосіб життя
Воліє триматися в прибережній акваторії на глибинах не більше 30—60 м, хоча може зустрітися і глибше. Улюблені місця проживання — коралові рифи, лагуни, лимани, прибережні води островів. Легко переносить значне опріснення води, тому може зустрітися неподалік від гирла річок. Надзвичайно рухлива, енергійна та агресивна акула, часто утворює зграї. Відзначені сезонні міграції уздовж східного узбережжя США — від Північної Кароліни влітку до Флориди взимку. Вдень молоді особини часто збираються в невеликі зграї, у нічний час ці зграї розпадаються.
Піддається спалахам акулячого божевілля, особливо, коли акули збираються в зграї і знаходять шматки їжі. Живиться оселедцем, сардинами, скумбрією, восьминогами, ракоподібними, дрібними скатами, невеликими акулами. Іноді супроводжує судна, де влаштовує сцени харчового сказу через викинуті за борт харчові відходи. Часто застосовує цікавий прийом при полюванні на зграйну рибу — вони з розгону вистрибують з води, і, обертаючись штопором, пірнають у гущу зграї риб. Потім швидко підбирають оглушену здобич.
Статева зрілість настає в 4—5 років. Це живородна акула. Зазвичай самиця приносить від 4 до 6 дитинчат (іноді до 10) щороку. Парування відбувається з весни до раннього літа, вагітність триває 10—12 місяців. Пологи протікають в прибережних мілководдях з теплою водою і подалі від великих хижаків.
Поводиться обережно й намагається, як правило, не наближатися до людей. Відомий факт, що вони небайдужі до серферів, оскільки часто влаштовують погоні за ними. Втім, може бути небезпечною для людей, особливо якщо акулу спровокувати.
Тривалість життя сягає 15 років. Є об'єктом промислового вилову. Їхні м'ясо, печінка та плавці дуже цінуються через високі поживні та смакові властивості. Про смакові властивості м'яса цих акул свідчить той факт, що в США, часто, м'ясо інших видів акул (лисячі, акул-молотів) продають під виглядом м'яса чорноперої акули, яке цінується вище.

## Поширення
Мешкає в морях тропічних і субтропічних широт. В Атлантичному океані зустрічається в Карибському басейні, біля узбережжя Бразилії, в Середземному морі, біля узбережжя Африки. У Тихому океані — від південного узбережжя Китаю до північної Австралії. В Індійському океані — від ПАР до Індонезії та північно-східної Австралії.